# Sergio Moldavsky
Sergio Moldavsky (* 1955 in Buenos Aires) ist ein argentinischer klassischer Gitarrist.
Moldavsky hatte Gitarrenunterricht bei Alfredo Vicente Gascón. Er studierte dann bis 1982 am Conservatorio Provincial „Juan  José Castro“ in La Lucila bei Graciela Martínez Zárate und vervollkommnete seine Ausbildung bei María Isabel Siewers. Er unterrichtete Gitarre an mehreren Provinzialkonservatorien Argentiniens, am Städtischen Konservatorium „Manuel de Falla“ und der städtischen Musikschule „Juan Pedro Esnaola“ in Buenos Aires.
Bei den Promociones Musicales de la Argentina (1980) und dem Concurso Abel Carlevaro der Stadt Buenos Aires (1987) erhielt Moldavsky zweite Preise, beim vom Círculo Guitarrístico Argentino veranstalteten Concurso María Luisa Anido (1988) den ersten Preis. 1993 nahm er an einem Konzert zu Ehren der Gitarristin María Luisa Anido teil. Im selben Jahr trat er auch beim 19. Internationalen Gitarrenfestival in Stockholm auf. Mit Victor Villadangos spielte er 1998 eine CD mit Werken des argentinischen Komponisten Jorge Gómez Crespo, darunter die erste Gesamtaufnahme von dessen Serie Argentina. 2000 erschien eine CD mit Werken von Komponisten des 19. Jahrhunderts, teils in eigenen Transkriptionen Moldavskys.
Eine weitere CD entstand in Zusammenarbeit mit dem Gitarristen Eduardo Fernández, 2002 veröffentlichte Moldavsky eine Aufnahme des Gesamtwerkes Abel Fleurys. Im selben Jahr spielte er bei einem Konzert zum 10. Todestag von Atahualpa Yupanqui die Uraufführung von Carlos Carmonas Yupanquiana für Gitarre und Orchester. Auf der Doppel-CD Cantabile en cuerdas spielte er Gitarrenwerke von Enrique Cipolla und mit der Sängerin Rosana Risé die Erstaufnahme von Jonathan Kulps Kinderliedern nach Texten Federico García Lorca ein.

## Weblink
- Offizielle Website